# Freeman Spogli Institute for International
 (septembre 2022).
La mise en forme du texte ne suit pas les recommandations de Wikipédia : il faut le « wikifier ».
Les points d'amélioration suivants sont les cas les plus fréquents :
- Les titres sont pré-formatés par le logiciel. Ils ne sont ni en capitales, ni en gras.
- Le texte ne doit pas être écrit en capitales (les noms de famille non plus), ni en gras, ni en italique, ni en « petit »…
- Le gras n'est utilisé que pour surligner le titre de l'article dans l'introduction, une seule fois.
- L'italique est rarement utilisé : mots en langue étrangère, titres d'œuvres, noms de bateaux, etc.
- Les citations ne sont pas en italique mais en corps de texte normal. Elles sont entourées par des guillemets français : « et ».
- Les listes à puces sont à éviter, des paragraphes rédigés étant largement préférés. Les tableaux sont à réserver à la présentation de données structurées (résultats, etc.).
- Les appels de note de bas de page (petits chiffres en exposant, introduits par l'outil «  Source ») sont à placer entre la fin de phrase et le point final[comme ça].
- Les liens internes (vers d'autres articles de Wikipédia) sont à choisir avec parcimonie. Créez des liens vers des articles approfondissant le sujet. Les termes génériques sans rapport avec le sujet sont à éviter, ainsi que les répétitions de liens vers un même terme.
- Les liens externes sont à placer uniquement dans une section « Liens externes », à la fin de l'article. Ces liens sont à choisir avec parcimonie suivant les règles définies. Si un lien sert de source à l'article, son insertion dans le texte est à faire par les notes de bas de page.
- La présentation des références doit suivre les conventions bibliographiques. Il est recommandé d'utiliser les modèles {{Ouvrage}}, {{Chapitre}}, {{Article}}, {{Lien web}} et/ou {{Bibliographie}}. Le mode d'édition visuel peut mettre en forme automatiquement les références.
- Insérer une infobox (cadre d'informations à droite) n'est pas obligatoire pour parachever la mise en page.

Pour une aide détaillée, merci de consulter Aide:Wikification.
Si vous pensez que ces points ont été résolus, vous pouvez retirer ce bandeau et améliorer la mise en forme d'un autre article.
Le Freeman Spogli Institute for International Studies (FSI) est le principal think-tank de l'université Stanford pour la recherche interdisciplinaire sur les défis internationaux contemporains: économie, relations internationales, écologie, sciences et technologies, culture, éducation etc.  
Présent à Stanford en Californie, il est également présent à Pékin au sein du Stanford Center at Peking University (SCPKU).   
Selon le principe des revolving doors, c'est un think-tank qui compte parmi ces fellow d'anciens responsables politiques et compte parmi ces anciens des responsables dans le monde de la politique et des affaires.  
Le Freeman Spogli Institute invite régulièrement des responsables tel Barack Obama, Condoleezza Rice, etc. 
Contrairement au Hoover Institution qui est think-tank hébergé au sein de Stanford, FSI est à la fois un think-tank et un institut de recherche à part entière de l’université Stanford.
Pour ces raisons les enseignants et les fellows sont systématiquement titulaire d’un doctorat dans un domaine du FSI et ceci même parmi les fellows professionnels comme les officiers supérieurs américains et étrangers. Le FSI est assez différent de certains centres de recherche classiques en ce qu’il réunit des enseignants et des chercheurs ayant eu des responsabilités élevés à la fois dans la recherche mais aussi dans la politique et l’administration. 
Travaillant en partenariat avec les sept écoles de Stanford et la Hoover Institution, le FSI entreprend des recherches et un enseignement collaboratifs qui transcendent les frontières disciplinaires. 
De nombreux enseignants et chercheurs (fellows, visiting scholars ou envoyés d’autres pays) interviennent dans des cours de licence, de master et de doctorat. 
Les centres constitutifs du FSI comprennent : le Centre sur la démocratie, le développement et l'état de droit ; le Centre pour les politiques de santé ; le Centre pour la sécurité et la coopération internationales ; et le Centre de recherche sur l’Asie et le Pacifique.
Le FSI administre les programmes suivants : le Forum sur l'Europe contemporaine ; le Programme sur la sécurité alimentaire et l'environnement; le Centre interuniversitaire d'études de la langue japonaise ; le programme sur l'énergie et le développement durable; le Programme sur la justice mondiale; le Centre de Stanford sur les conflits internationaux et la négociation ; et le programme de Stanford sur l'éducation internationale et interculturelle.
En raison de la réputation mondiale de Stanford et des profils opérationnels qui rejoignent le FSI, celui-ci est un important lieu de réflexion et de décision international. Sa localisation au sein même de la Silicon Valley et les hautes performances de Stanford en sciences et technologies en font un endroit moteur sur ces questions.